# Volodymyr Ivassiouk
 (mai 2024).
Volodymyr Mykhaïlovytch Ivassiouk (en ukrainien : Володи́мир Миха́йлович Івасю́к), né le 4 mars 1949 à Kitsman et mort le 18 mai 1979 à Lviv, est un compositeur, poète et peintre ukrainien, lauréat du prix national Taras Chevtchenko en 1994.
Auteur et compositeur très apprécié, il est notamment connu pour sa célèbre chanson Tchervona Routa, popularisée par l'interprétation de Sofia Rotaru en 1971 et reprise par de nombreux chanteurs.
Il est retrouvé pendu le 18 mai 1979 dans une forêt proche de Lviv, alors qu'il avait quitté son domicile depuis près d'un mois. La version officielle conclut à un suicide, même si des rumeurs évoquent un assassinat.

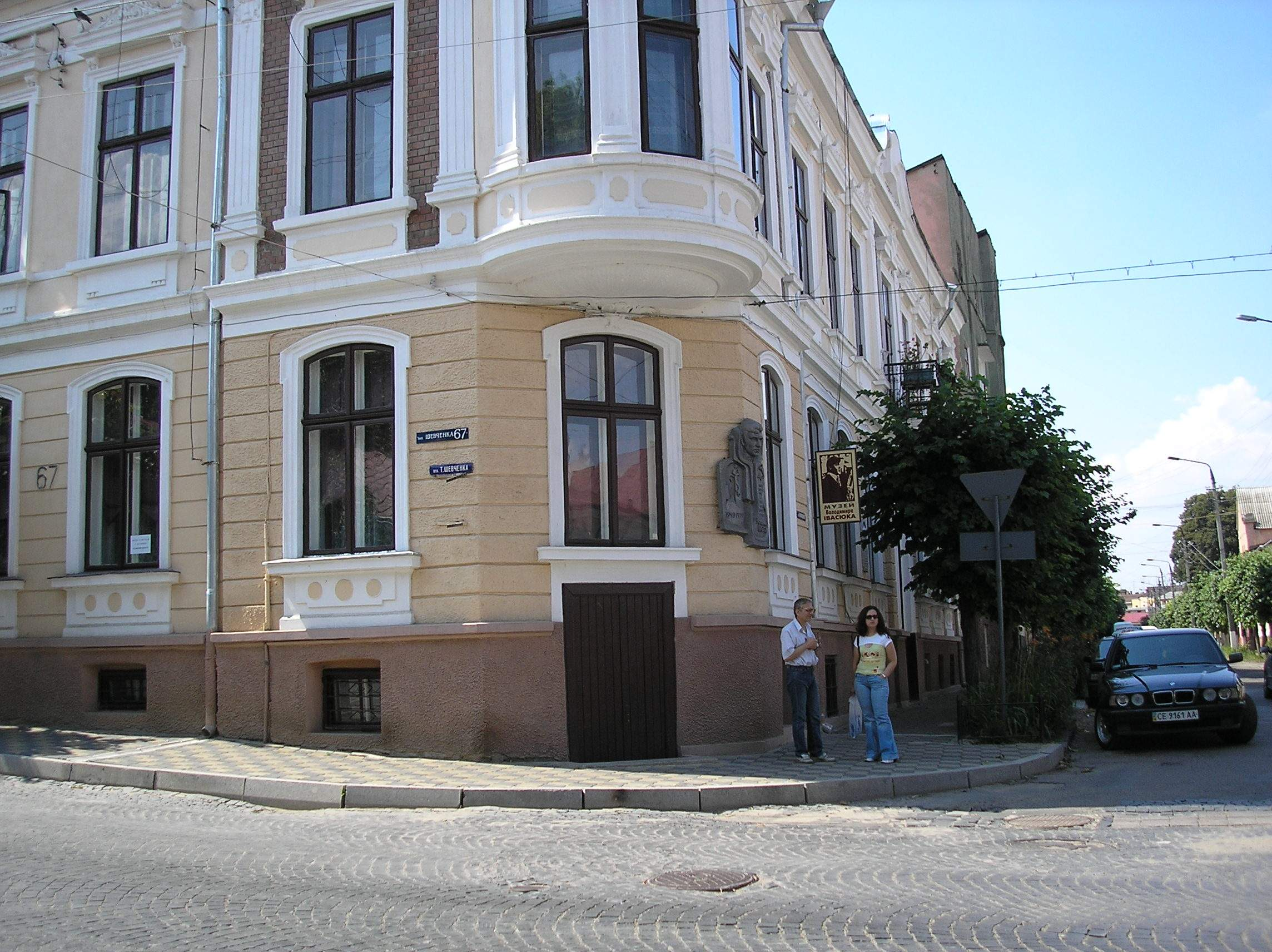
Musée Volodymyr-Ivassiouk à Tchernivtsi.

En 2009, il reçoit à titre posthume la distinction de Héros de l'Ukraine pour services rendus à son pays dans le domaine de la culture musicale nationale et de la chanson ukrainienne.